# Autophila eremocharis
Autophila eremocharis är en fjärilsart som beskrevs av Charles Boursin 1940. Autophila eremocharis ingår i släktet Autophila och familjen nattflyn. Inga underarter finns listade i Catalogue of Life.